# Ambrières (Marne)
Ambrières és un municipi francès, situat al departament del Marne i a la regió del Gran Est. L'any 2007 tenia 233 habitants.

## Demografia

### Població
El 2007 la població de fet d'Ambrières era de 233 persones. Hi havia 94 famílies, de les quals 16 eren unipersonals (4 homes vivint sols i 12 dones vivint soles), 39 parelles sense fills, 35 parelles amb fills i 4 famílies monoparentals amb fills.
La població ha evolucionat segons el següent gràfic:
Habitants censats

### Habitatges
El 2007 hi havia 105 habitatges, 94 eren l'habitatge principal de la família, 7 eren segones residències i 4 estaven desocupats. 104 eren cases i 1 era un apartament. Dels 94 habitatges principals, 78 estaven ocupats pels seus propietaris, 15 estaven llogats i ocupats pels llogaters i 1 estava cedit a títol gratuït; 1 tenia dues cambres, 6 en tenien tres, 34 en tenien quatre i 53 en tenien cinc o més. 88 habitatges disposaven pel capbaix d'una plaça de pàrquing. A 28 habitatges hi havia un automòbil i a 61 n'hi havia dos o més.

### Piràmide de població
La piràmide de població per edats i sexe el 2009 era:
| Homes | Edats   | Dones |
| ----- | ------- | ----- |
| 0     | 95 o +  | 0     |
| 0     | 90 a 94 | 0     |
| 0     | 85 a 89 | 0     |
| 0     | 80 a 84 | 0     |
| 4     | 75 a 79 | 4     |
| 12    | 70 a 74 | 0     |
| 4     | 65 a 69 | 4     |
| 4     | 60 a 64 | 4     |
| 0     | 55 a 59 | 4     |
| 16    | 50 a 54 | 16    |
| 8     | 45 a 49 | 4     |
| 8     | 40 a 44 | 8     |
| 16    | 35 a 39 | 20    |
| 4     | 30 a 34 | 8     |
| 8     | 25 a 29 | 4     |
| 8     | 20 a 24 | 4     |
| 16    | 15 a 19 | 4     |
| 16    | 10 a 14 | 16    |
| 8     | 5 a 9   | 4     |
| 0     | 0 a 4   | 0     |

## Economia
El 2007 la població en edat de treballar era de 164 persones, 125 eren actives i 39 eren inactives. De les 125 persones actives 118 estaven ocupades (70 homes i 48 dones) i 7 estaven aturades (3 homes i 4 dones). De les 39 persones inactives 16 estaven jubilades, 11 estaven estudiant i 12 estaven classificades com a «altres inactius».

### Ingressos
El 2009 a Ambrières hi havia 93 unitats fiscals que integraven 238,5 persones, la mediana anual d'ingressos fiscals per persona era de 19.348 €.

### Activitats econòmiques
Dels 3 establiments que hi havia el 2007, 1 era d'una empresa de construcció, 1 d'una empresa de transport i 1 d'una empresa de serveis.
Dels 2 establiments de servei als particulars que hi havia el 2009, 1 era un establiment de lloguer de cotxes i 1 electricista.
L'any 2000 a Ambrières hi havia 8 explotacions agrícoles.

## Poblacions més properes
El següent diagrama mostra les poblacions més properes.